# أنهيدريد حمض

مثال عام على صيغة بلاماء حمض، مع تلوين المجموعة الوظيفية المميزة لهذا النوع من المركبات باللون الأزرق.

أنهيدريد حمض أو انھایدرید (أو بلاماء حمض) في الكيمياء مركب كيميائي ينشأ عند إجراء عملية بلمهة (نزع ماء) من الأحماض، أي أنه أنهيدريد حمض. عادة ما تتشكل أنهيدريدات الأحماض من الأحماض الكربوكسيلية، بحيث يتشكل مركب له مجموعتي أسيل مرتبطتين كيميائياً بذرة الأكسجين نفسها، وتصنف المركبات الحاوية على تلك المجموعة الوظيفية تحت اسم أنهيدريدات الأحماض الكربوكسيلية، ولها الصيغة العامة RC(O))2O)، وتسمّى بإضافة اسم أنهيدريد (أو بلاماء) قبل اسم الحمض الكربوكسيلي الأصلي. من الأمثلة على ذلك، أنهيدريد حمض الخليك، الذي له الصيغة CH3CO)2O).
يمكن أن تكون واحدة أو كلتا مجموعتي الأسيل في أنهيدريد الحمض مشتقة من نوع آخر من الأحماض العضوية مثل حمض السلفونيك أو حمض الفوسفونيك.

## معرض صور

## اقرأ أيضاً
- أنهيدريد